# إدوارد جي. بويل
إدوارد جي. بويل هو مصمم إنتاجي كندي، ولد في 30 يناير 1899 في أونتاريو في كندا، وتوفي في 17 فبراير 1977 في هوليوود في الولايات المتحدة.

## وصلات خارجية
- إدوارد جي. بويل على موقع IMDb (الإنجليزية)
- إدوارد جي. بويل على موقع أول موفي (الإنجليزية)
- إدوارد جي. بويل على موقع قاعدة بيانات الفيلم (الإنجليزية)